# Třída Haruna
Třída Haruna byla třída vrtulníkových torpédoborců Japonských námořních sil sebeobrany, stavěná pro roli vlajkových lodí protiponorkových uskupení. Skládá se z jednotek Haruna a Hiei, postavených v letech 1970–1974. Ve své době se jednalo o největší japonské válečné lodě. Ve službě byly v letech 1973–2011. Na jejich úspěšnou konstrukci navázaly další dvě jednotky třídy Širane.

## Stavba
Jednotky třídy Haruna:
| Jméno            | Zahájení stavby | Spuštěna       | Vstup do služby    | Status                  |
| ---------------- | --------------- | -------------- | ------------------ | ----------------------- |
| Haruna (DDH-141) | 19. března 1970 | 1. února 1972  | 22. února 1973     | vyřazen 18. března 2009 |
| Hiei (DDH-142)   | 8. března 1972  | 13. srpna 1973 | 27. listopadu 1974 | vyřazen 16. března 2011 |

## Konstrukce

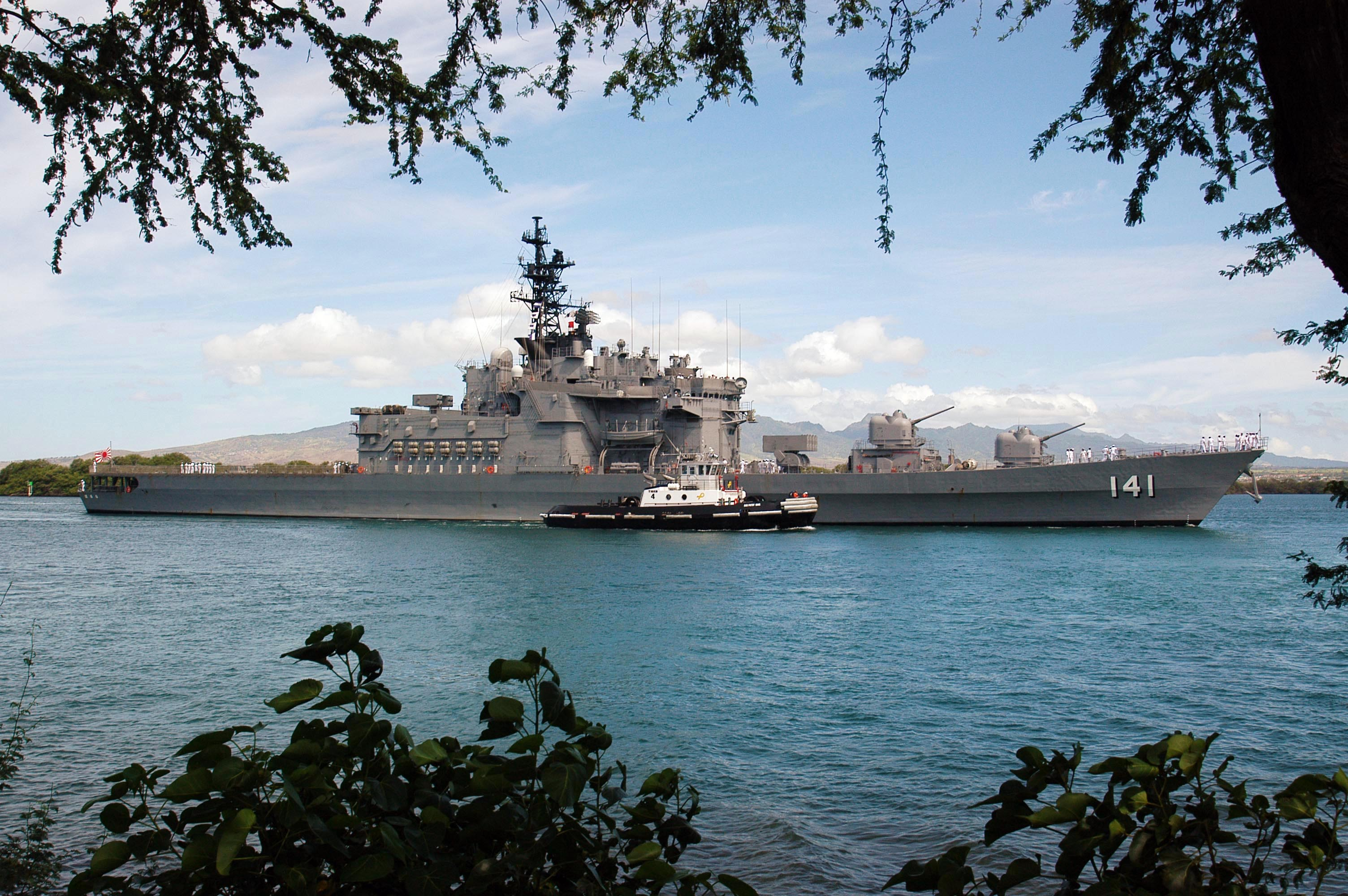
Haruna (DDH-141)

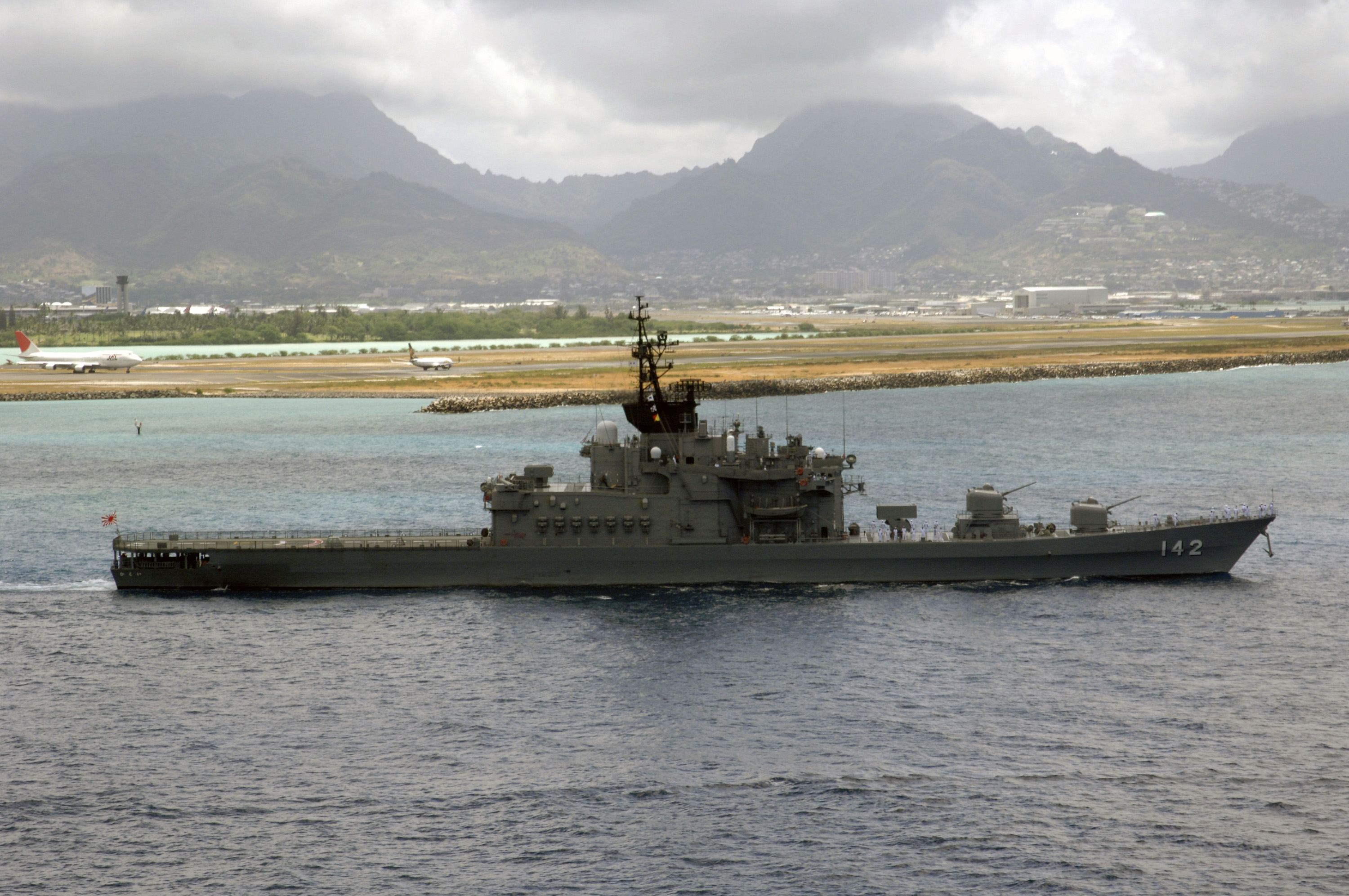
Hiei (DDH-142)

Lodě byly koncipovány tak, že na přídi byla soustředěna většina její výzbroje, ve středu trupu se nacházela nástavba a rozměrný hangár pro tři protiponorkové vrulníky (ke konci služby typu SH-60J) a na zádi lodi byla plošina pro jejich provoz. Jednoznačné zaměření lodí na protiponorkový boj se odráželo i v jejich výzbroji. Tu po dokončení tvořily dva 127mm kanóny v jednohlavňových věžích, jedno osminásobné odpalovací zařízení raketových torpéd ASROC a dva tříhlavňové 324mm protiponorkové torpédomety. Lodě tedy postrádaly jak protilodní, tak protiletadlové zbraně.

### Modernizace
Při modernizaci uskutečněné v druhé polovině 80. let byla obě plavidla vybavena pro boj se vzdušnými cíli — na střechu hangáru bylo instalováno osminásobné odpalovací zařízení protiletadlových řízených střel Sea Sparrow a po stranách nástavby rovněž dva systémy blízké obrany Phalanx CIWS.